# 琴浦小姐
《琴浦小姐》，是Enokids創作的日本漫畫，曾獲手機漫畫網站「Manga★Get」主辦的「Manga Of The Year 2009」最優秀獎，此後在MicroMagazine社的網路漫畫網站Manga Goccha以《琴浦小姐漫畫》為名連載，2010年8月開始發售單行本。全12話電視動畫於2013年1月至3月播放。台灣Animax於2014年10月17日至28日首播，台灣Animax HD於2016年6月2日至13日首播。香港Animax於2015年3月10日至25日首播。

## 作品概要
一直以來都是以同人誌作活動的Enokids的商業出版出道作。在Comic Market展出同作品的同人誌之時，被MicroMagazine社的編輯邀請而商業化。这是一部描寫能夠讀取他人內心的少女－琴浦春香和春香的同班同學－真鍋義久，和同伴們的日常的四格漫畫，在個人網站擁有四百萬的閱覽記錄。
《Manga Goccha》內展示著第一集，作者的個人網站上連載至第四集（隨著動畫播放，一時公開停止）。
出版單行本時（特別是有關於第一集）大幅進行加筆和修正。在網絡漫畫上基本是單純的四格漫畫，但單行本時除了四格都有單元故事。因為這樣而修正超過半年時間，幾乎重新重畫一般 。同時有部分名字改變。
基本都是有標題的喜劇漫畫，但有時會有沒有標題地認真展開。
2012年8月發表製作電視動畫消息。

## 故事簡介
琴浦春香，雖然外表是普通的女子高中生，但因為擁有洞悉他人內心的能力而過著封閉內心的生活。雖然直至就讀小學前，有著和雙親幸福生活的過去，但在洞悉內心的能力之下，因為對於對方內心、想法直接回應而受到偏見和排斥，甚至連最深愛的家庭和雙親都離婚而支離破碎。從此之後過著不斷和他人疏遠而不斷轉校的生活。但在一次轉校之下遇上有點色色的的真鍋義久，漸漸打開心門，並漸漸被其所吸引……

## 登場人物

### 主要人物
琴浦春香（聲：金元壽子）
15歲，9月1日生。女主角。編入義久的班級的轉校生。
擁有洞悉他人內心的能力，能無差別的聽到人們的心聲，且不受自身控制。此能力不僅僅針對內心獨白，例如對方妄想亦或是回憶一類影像也能看見，但需要面談後才知道自己聽到的心聲屬於何人。然而就算能夠洞悉卻不代表能夠完全理解，因為無法控制，且不能區別出心聲和對話，在孩提時期曾經因為這樣而直接說出真話，與同儕之間的關係出現裂痕，甚至無意識地傷害到對方，母親起初以為與有這般能力的春香是否得了某種疾病，但眾多醫生診斷後均認為春香無異，母親因而轉認為她受到妖物附身。在母親欲解決春香的問題期間，父親皆交由母親處置，家庭關係因此逐漸惡化，最後仍是因春香無知地講出父母雙方的秘密導致雙親離婚。
父母离异后便獨自生活，并對料理有一定經驗；喜歡甜食；對打掃好像不擅長的樣子，房間總是亂糟糟的；不擅長唱歌，ESP研一致認為她是個重度音痴。
性格因為過去的經歷而十分內向，被欺負也不會露出任何表情，不喜歡由自己說出感覺，容易鑽牛角尖，有著暴走般胡思亂想的傾向（例如，感覺是自己錯而突然失蹤）。
對於義久最初只是認為他只是一個對自身能力不感到奇怪的怪人，而後因義久的溫柔逐漸被其所吸引，喜歡義久，但兩人關係發展緩慢。
動畫版第12話結尾處，與母親和好，並與義久交往。
在廣播劇負責演出的門脇小姐十分喜歡本作。
幼女體型，個子不但不高且貧乳，曾被百合子說營養都跑到超能力去了。
真鍋義久（聲：福島潤）
男主角。春香的同班同學。15歲。姓似乎是參考地名 。在第一集中，到15話前都還沒決定。
經常妄想（尤其是H方向）不過對真正的感情很遲鈍（木頭人），這份妄想力經常令春香感到十分困惑。因為這樣春香有時會稱呼他為『色情（的貴公子）』。最初對著各種麻煩都漠不關心，但在和春香相遇後，向著富有正義感和積極解決麻煩的人成長著。
春香的能力的理解者。同時都是對春香有如一般女孩相處的人。最初只是對她抱著『不能放著不管』的感覺，但漸漸對她產生愛意，在文化祭一事後意識到這一點，直至表白。之後開始進入相親相愛的關係，但因為周圍的阻礙而不能更進一步發展。但是彼此逐漸縮短距離。
動畫版第12話結尾處，向春香傳達其真正的想法並與其交往。
御舟百合子（聲：花澤香菜）
超能力（ESP）研究會的會長。16歲。頭上戴著紅色髮箍，有傲人的身材。名字是來自真實的人物~御船千鶴子。
在年幼時，百合子的母親雖然擁有千里眼的能力，但周圍所有人都不相信甚至排斥，失意之際而上吊自殺，百合子在這個事件中受到很大打擊。建立超能力研究會及不斷尋找擁有類似母親的能力的人，就是希望証明其母親的能力。因為這樣，所以理解著春香的能力，而且觀察著如何利用春香的能力以證明其母親的能力。
似乎目前是與祖父祖母同住，擅長廚藝，對於青梅竹馬的大智有特別的感情。
室戶大智（聲：下野紘）
超能力研究會的副會長。16歲。載著圓形的眼鏡，個子很矮小（比春香更矮）。存在感雖然很薄弱，但在緊張關頭十分活躍。名字來自高知縣的室戶市 。和百合子由小孩開始就有不解之緣（青梅竹馬）。情報收集能力十分之高，同時，情報的取捨能力都十分高。對料理評論相當有一套。
喜歡攜帶電腦玩遊戲，有關網絡方面都十分有經驗。在春香失蹤時，曾利用這能力以收集情報。
是百合子母親的支持者，對她的評價十分高，認為能跟百合子一起上同一間學校十分高興。
森日和（聲：久保由利香）
春香、義久的同班同學。15歲。
擅長社交活動的少女。雙親為新興宗教「森谷教」的教祖（動畫中則改成空手道流派「森谷流」的道場）。在故事中成為超能力研究會的會員。雖然是一個麻煩製造者，但真鍋認為她和一般的麻煩製造者不同，是一個會反省的麻煩製造者。
自己都有參與祈禱。同學中有一些人受到誘導而成為信者。因為是教祖的女兒而擁有極大的權力，在節骨眼而利用信者襲擊真鍋。但是在加入超能力研究會後，有時會忘記『森谷教』的祈禱，因為這樣，身為教祖之一的母親對她十分失望。有時會因為行動被限制而認為森谷教的存在十分麻煩。順帶一題，春香的祖父‧善三認為日和是一個性質很差的宗教者。
單戀著真鍋，因為這樣而怨恨著和真鍋相戀的春香，在文化祭更對春香進行陰濕的欺凌。同時是令真鍋被信者襲擊和令春香失蹤的罪魁禍首。但事後徹底反省而和二人和解，之後反而以春香的朋友身份在兩人身邊。
非常不擅長料理，做出來的東西完全看不出是食物。

### 主要人物的相關人士
和尚（聲：仲野裕）
琴浦善三（聲：西村知道）
春香的外公，也是久美子的父親，67歲，同義久一樣非常好色。
琴浦久美子（聲：井上喜久子）
春香的母親，也是善三的女兒，41歲。動畫版第12話結尾時與春香和好。
小野崎功（聲：大川透）
春香的父親。將養育春香的責任全數交給妻子。後因春香的能力而被揭露出有外遇，並因此離婚，再也沒有出現過。
御舟千鶴
御舟百合子的母親。擁有千里眼的超能力，但周圍所有人都不相信甚至排斥，失意之際而上吊自殺，百合子在這個事件中受到很大的打擊。

## 電視動畫

### 製作人員
- 原作：Enokids（《Manga Goccha（日语：マンガごっちゃ）》連載中，MicroMagazine社（日语：マイクロマガジン社）連載）
- 監督：太田雅彥
- 劇本：青島崇
- 角色設計、總作畫監督：大隈孝晴
- 美術監督：高橋麻穗
- 色彩設計：山本未有
- 合成導演：川井朝美。
- CG導演：井口光隆
- 編輯：小野寺繪美
- 音響監督：明田川仁。
- 音樂：三澤康廣
- 動畫製作：AIC Classic
- 製作：翠丘高中ESP研・後援會

### 主題曲
片頭曲
作詞：西直紀，作曲：hirao：編曲：mukai，歌：中島愛
片尾曲
（第1－4、7－12話）
作詞、作曲：川嶋愛，編曲：齋藤悠彌，歌：千菅春香
（第5話）
作詞、作曲、編曲：y0cle，歌：ESP研究會
（第6話）
作詞、作曲、編曲：橋本由香利，歌：琴浦春香（金元壽子）
插曲（第11話）
作詞、作曲：Castella，編曲：窪田美奈，歌：中島愛

### 各話列表
| 話數   | 標題           | 分鏡                       | 演出     | 作畫監督                            |
| ------ | -------------- | -------------------------- | -------- | ----------------------------------- |
| 第1話  | 琴浦與真鍋     | 太田雅彥                   | 荒井省吾 | 橋口隼人 池田廣明                   |
| 第2話  | 初次的……       | 三原武憲                   | 矢花馨   | 鈴木勇 北村友幸                     |
| 第3話  | 很高興，很快樂 | 誌村宏明                   | 守田藝成 | 辻智子                              |
| 第4話  | 改變的世界     | 田村正文 太田雅彥          | 福本潔   | 加藤里香 池田廣明 石井祐美子        |
| 第5話  | 學園天國？     | 玉川真人                   | 玉田博   | 赤尾良太郎 丸山修二 吉本拓二        |
| 第6話  | 暑假！         | 林宏樹                     | 花井宏和 | 古賀誠                              |
| 第7話  | 我在這個世上   | 三原武憲                   | 荒井省吾 | 小泉初榮 北村友幸                   |
| 第8話  | 才不是約會呢   | 小澤一浩                   | 矢花馨   | 鈴木勇 橋口隼人                     |
| 第9話  | 在身邊的大家   | 三原武憲                   | 守田藝成 | 辻智子 谷拓也                       |
| 第10話 | 但是你卻不在了 | 林宏樹                     | 玉田博   | 松本純平 加藤里香 吉本拓二 篠原健二 |
| 第11話 | 待在我身邊     | 三原武憲                   | 福本潔   | 池田廣明 豬股雅美                   |
| 第12話 | 傳達出去的心   | 今泉賢一 三原武憲 太田雅彥 | 荒井省吾 | 小泉初榮 鈴木勇 橋口隼人            |

### 播放電視台
日本深夜動畫：下文記載的日本国内播放時間使用日本標準時間（UTC+9）表示。因為部分時間标识會採用30小时制，因此請留意这类超过24:00的时间，其實際播放時間為翌日清晨。
| 播放地區   | 播放電視台         | 播放日期                | 播放時間（UTC+9）          | 所屬聯播網 | 備註                    |
| ---------- | ------------------ | ----------------------- | -------------------------- | ---------- | ----------------------- |
| 中京廣域圈 | 中部日本放送       | 2013年1月10日 - 3月28日 | 星期四 26時00分 - 26時30分 | 日本新聞網 | 製作局                  |
| 日本全國   | AT-X               | 2013年1月12日 - 3月30日 | 星期六 20時30分 - 21時00分 | 衛星電視   | 有重播                  |
| 日本全國   | NICONICO直播       | 2013年1月12日 - 3月30日 | 星期六 23時00分 - 23時30分 | 網路電視   |                         |
| 日本全國   | NICONICO動畫       | 2013年1月12日 - 3月30日 | 星期六 23時30分 更新       | 網路電視   |                         |
| 日本全國   | d動畫商城          | 2013年1月13日 - 3月31日 | 星期日 12時00分 更新       | 網路電視   |                         |
| 東京都     | TOKYO MX           | 2013年1月14日 - 4月1日  | 星期一 23時00分 - 23時30分 | 獨立UHF局  |                         |
| 日本全國   | ShowTime           | 2013年1月15日 - 4月2日  | 星期一 12時00分 更新       | 網路電視   | 第1話星期二12時00分配信 |
| 日本全國   | 萬代頻道           | 2013年1月15日 - 4月2日  | 星期二 12時00分 更新       | 網路電視   |                         |
| 兵庫縣     | SUN電視台          | 2013年1月15日 - 4月2日  | 星期二 25時35分 - 26時05分 | 獨立UHF局  |                         |
| 日本全國   | みんなでストリーム | 2013年1月16日 - 4月3日  | 星期三 24時00分 - 24時30分 | 網路電視   |                         |
| 熊本縣     | 熊本放送           | 2013年2月3日 - 4月21日  | 星期日 25時50分 - 26時20分 | 日本新聞網 |                         |

| 播放地區 | 播放電視台 | 播放日期                 | 當地播放時間            | 所屬聯播網 | 備註       |
| -------- | ---------- | ------------------------ | ----------------------- | ---------- | ---------- |
| 臺灣     | Animax     | 2014年10月17日－10月28日 | 每天18:30－19:00        | 有線電視   | 有重播時段 |
| 香港     | Animax     | 2015年3月10日－3月25日   | 星期一至五 21:00－21:30 |            |            |

### 藍光 / DVD
| 卷 | 發售日       | 收錄話          | 規格編號 | 規格編號 |
| 卷 | 發售日       | 收錄話          | 藍光     | DVD      |
| -- | ------------ | --------------- | -------- | -------- |
| 1  | 2013年4月3日 | 第1話 - 第2話   | VTZF-31  | VTBF-135 |
| 2  | 2013年5月1日 | 第3話 - 第4話   | VTZF-32  | VTBF-136 |
| 3  | 2013年6月5日 | 第5話 - 第6話   | VTZF-33  | VTBF-137 |
| 4  | 2013年7月3日 | 第7話 - 第8話   | VTZF-34  | VTBF-138 |
| 5  | 2013年8月7日 | 第9話 - 第10話  | VTZF-35  | VTBF-139 |
| 6  | 2013年9月4日 | 第11話 - 第12話 | VTZF-36  | VTBF-140 |

## 外部連結
- 「琴浦小姐」特設網站（日語）
- Manga★Get内 琴浦小姐漫畫 （页面存档备份，存于）（Spicysoft）（日語）
- 琴浦小姐漫画 『非常琴浦小姐 ～Kotoura-san VERY-MACHI～』 | 鸟取县琴浦町（日語）
- 電視動畫官網 （页面存档备份，存于）（日語）